# 4785 Петров
4785 Петров (4785 Petrov) — астероїд головного поясу, відкритий 17 грудня 1984 року.
Тіссеранів параметр щодо Юпітера — 3,380.